# Micrófono de carbón

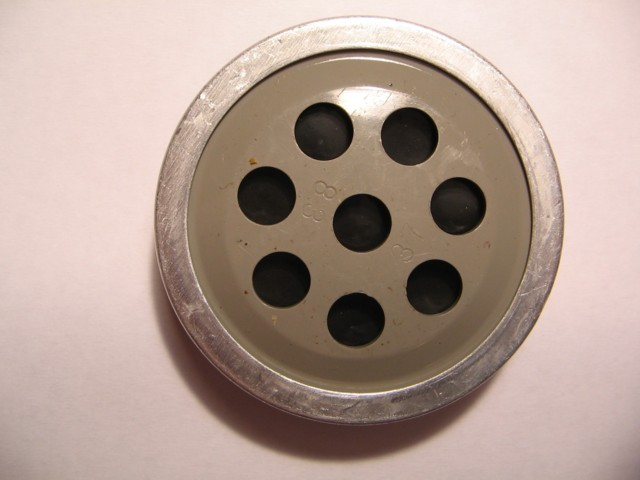
Micrófono de carbón de Western Electric (1976).

Principio de funcionamiento.

El micrófono de carbón es un micrófono de zona de presión. donde el carbón (antracita o grafito) al que se refiere el nombre, está en su interior en un compartimento cerrado cubierto por la membrana. Estas partículas de carbón actúan como una especie de resistencia. Al llegarle una onda sonora a la placa, ésta empuja a las partículas de carbón que se desordenan provocando una variación de resistencia y por tanto una variación de la corriente que lo atraviesa reflejo de la presión  de la onda sonora incidente.
Este tipo de micrófonos ha sido y aún es muy utilizado en telefonía, porque su respuesta en frecuencia, entre 200 y 3000 Hz, es ideal para captar la voz humana. No obstante, quitando las aplicaciones en telefonía y áreas relacionadas (porteros automáticos, etc), son unos micrófonos muy poco utilizados porque generan bastante ruido y su respuesta en frecuencia es irregular. Por ello no son, en absoluto, recomendables para la radiodifusión.
Las ventajas que tiene el micrófono de carbón: gran sensibilidad, baja impedancia y precio.
Su invento fue disputado entre Thomas Alva Edison y Emile Berliner.